# الدوري البيروي لكرة القدم 1989
الدوري البيروفي لكرة القدم 1989 (بالإسبانية: Campeonato Descentralizado 1989)‏ هو الموسم 61 من الدوري البيروفي لكرة القدم. كان عدد الأندية المشاركة فيه 42، وفاز فيه اتحاد هوارال.